# Modus tollendo ponens
Modus tollendo ponens är en slutledningsregel inom logiken. Regeln kan formellt skrivas:
{\displaystyle {\frac {P\lor Q,\neg P}{\therefore Q}}}
vilket betyder att man från en premiss, i vilken huvudoperationen är en disjunktion och en annan premiss, som negerar disjunktionens ena led, kan sluta sig till disjunktionens andra led. 
Från premisserna (P eller Q) och icke-P kan således slutsatsen Q dras.
Regelns latinska namn har sitt ursprung i att disjunktionens ena led förnekas (tollendo) och att därmed det andra ledet kan bejakas (ponens).  
Exempel: Från premissen Tåget är försenat eller Min klocka går fel och premissen Tåget är inte försenat kan slutsatsen Min klocka går fel dras.
Formellt kan regeln även skrivas:
{\displaystyle P\lor Q,\lnot P\vdash Q}, där {\displaystyle \vdash } betyder syntaktisk konsekvens.
Regeln uttryckt som en tautologi eller som ett teorem i satslogiken skrivs
{\displaystyle ((P\lor Q)\land \neg P)\to Q}